# Мабарума
Мабарума (англ. Mabaruma) — населений пункт в державі Гаяна. Адміністративний центр регіону Барима-Вайні.

## Клімат
Місто знаходиться у зоні, котра характеризується вологим тропічним кліматом. Найтепліший місяць — жовтень із середньою температурою 27.2 °C (81 °F). Найхолодніший місяць — січень, із середньою температурою 25.6 °С (78 °F).
| Клімат Мабаруми         | Клімат Мабаруми | Клімат Мабаруми | Клімат Мабаруми | Клімат Мабаруми | Клімат Мабаруми | Клімат Мабаруми | Клімат Мабаруми | Клімат Мабаруми | Клімат Мабаруми | Клімат Мабаруми | Клімат Мабаруми | Клімат Мабаруми | Клімат Мабаруми |
| Показник                | Січ.            | Лют.            | Бер.            | Квіт.           | Трав.           | Черв.           | Лип.            | Серп.           | Вер.            | Жовт.           | Лист.           | Груд.           | Рік             |
| Абсолютний максимум, °C | 31              | 31              | 31              | 32              | 31              | 31              | 32              | 32              | 32              | 33              | 33              | 32              | 33              |
| Середній максимум, °C   | 30              | 30              | 29              | 30              | 30              | 29              | 31              | 31              | 31              | 31              | 31              | 29              | 30              |
| Середня температура, °C | 25              | 25              | 25              | 26              | 26              | 25              | 26              | 26              | 26              | 26              | 26              | 25              | 26              |
| Середній мінімум, °C    | 21              | 21              | 21              | 22              | 22              | 22              | 22              | 22              | 22              | 22              | 22              | 21              | 22              |
| Абсолютний мінімум, °C  | 19              | 18              | 18              | 19              | 21              | 21              | 20              | 20              | 20              | 20              | 21              | 20              | 18              |
| Норма опадів, мм        | 200             | 100             | 110             | 170             | 310             | 340             | 340             | 240             | 190             | 200             | 220             | 310             | 2790            |
| Днів з дощем            | 11              | 6               | 7               | 9               | 16              | 17              | 17              | 15              | 9               | 9               | 10              | 14              | 144             |
| Вологість повітря, %    | 84              | 78              | 78              | 78              | 80              | 82              | 82              | 84              | 81              | 81              | 84              | 83              | 81              |
| ----------------------- | --------------- | --------------- | --------------- | --------------- | --------------- | --------------- | --------------- | --------------- | --------------- | --------------- | --------------- | --------------- | --------------- |
| Джерело: Weatherbase    |                 |                 |                 |                 |                 |                 |                 |                 |                 |                 |                 |                 |                 |

## Історія
Спочатку в цих місцях перебувала плантація, яка належала родині Брумс. У середині XX століття в зв'язку з тим, що населений пункт Моравханна — адміністративний центр регіону Барима-Вайні — сильно страждав від повеней, уряд Гаяни ухвалив рішення про перенесення столиці регіону сюди. У сім'ї Брумс була викуплена земля, на якій були зведені будівлі державних установ. У 2017 році Мабарума отримала статус «town».

## Населення
У 2018 році населення Мабаруми становило 800 осіб.